# Itaporanga (São Paulo)
Itaporanga é um município brasileiro do estado de São Paulo. Sua população estimada em 2005 era de 14 318 habitantes.

## Toponímia

Do tupi itá (pedra), + porang (bonito) + o sufixo -a, formando o que na gramática do tupi é conhecido como uma composição atributiva. O -a ao final é o sufixo substantivador, e não faz parte do adjetivo porang.

Itaporanga é um termo de origem tupi que significa "pedra bonita", através da junção dos termos itá (pedra), porang (bonito) e o sufixo substantivador -a..

## História
A história de Itaporanga está ligada à figura do Barão de Antonina, João da Silva Machado, senhor de extensas sesmarias no norte do Paraná e sul de São Paulo. A ocupação de suas terras foi marcada pelo trabalho de catequização dos índios caingangues que as habitavam. Para esta tarefa, solicitou a presença de padres capuchinhos vindos da Itália com a intervenção de dom Pedro II, em 1843.
Ao frei Pacífico de Montefalco, coube a zona do Rio Verde, área demarcada pela confluência dos rios Verde e Itararé. Em 21 de agosto de 1845, o frei fundou o núcleo populacional do qual nasceria o município de Itaporanga, erguendo uma capela e uma casa rústica no meio da mata.
O antigo povoado, chamado "São João Batista do Rio Verde", foi elevado a freguesia do município de Itapeva (município este então conhecido como "Faxina") em 5 de março de 1855 e, em 6 de março de 1871, foi elevado a vila, separando-se de Itapeva. Foi elevado a cidade em 11 de junho de 1898. Em 21 de junho de 1899, o nome do município foi alterado de "São João Batista do Rio Verde" para "Itaporanga".

## Geografia
Localiza-se a uma latitude 23º42'28" sul e a uma longitude 49º29'23" oeste, estando a uma altitude de 589 metros. Sua área é de 507,737 km², representando 0,2046% do estado, 0,0549% da região e 0,006% de todo o território brasileiro.

## Demografia
Dados do Censo - 2000
População total: 14 544
- Urbana: 9 931
- Rural: 4 423
- Homens: 7 241
- Mulheres: 7 113

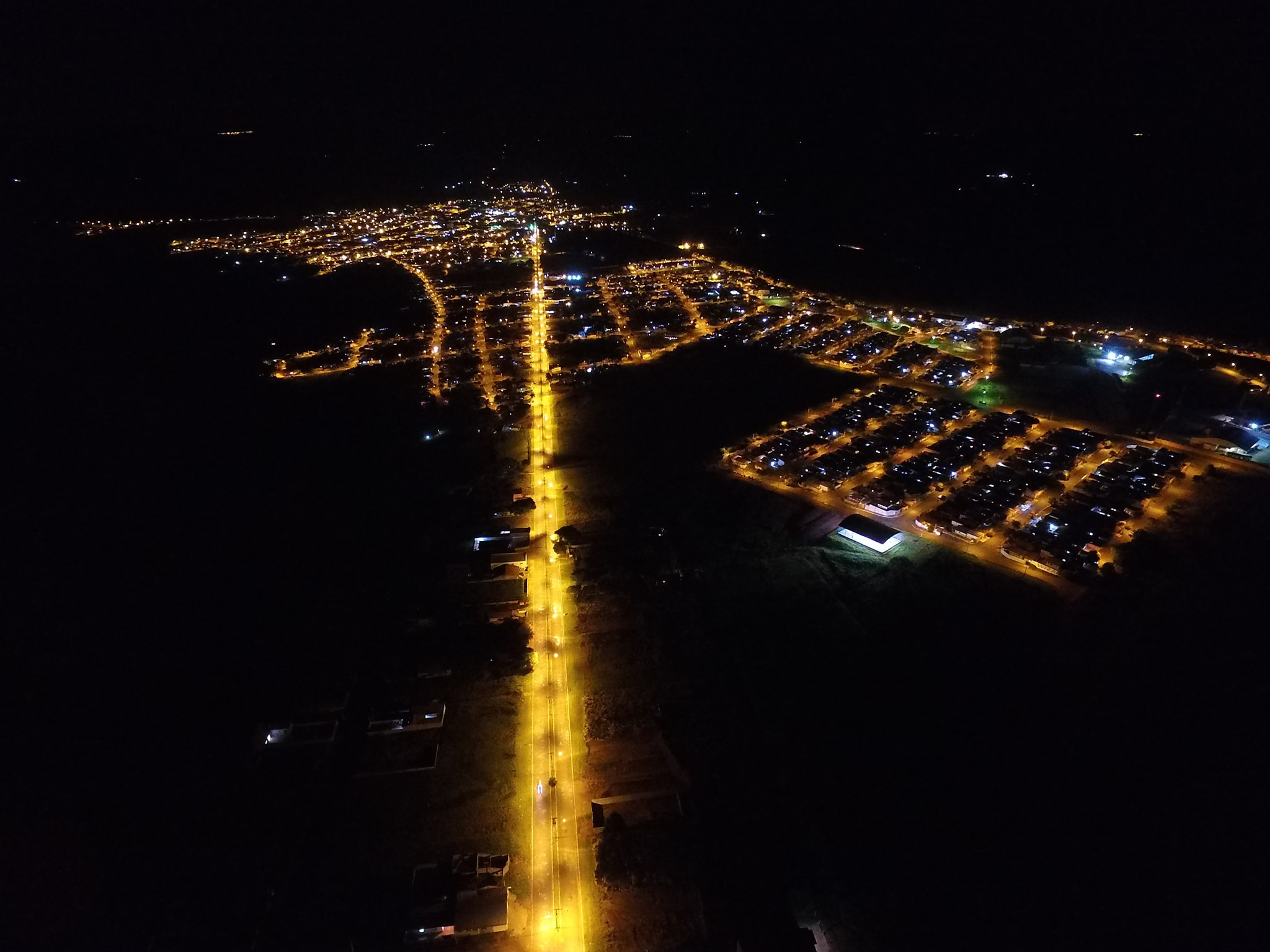

- Densidade demográfica (hab./km²): 28,26
- Mortalidade infantil até 1 ano (por mil): 29,34
- Expectativa de vida (anos): 65,27
- Taxa de fecundidade (filhos por mulher): 2,45
- Taxa de alfabetização: 85,02%
- Índice de Desenvolvimento Humano (IDH-M): 0,709
- IDH-M Renda: 0,641
- IDH-M Longevidade: 0,671
- IDH-M Educação: 0,816

(Fonte: IPEADATA)

## Política e administração
- Prefeito: Fábio Fernando de Souza  (2024)
- Vice-prefeito:
- Presidente da câmara:

## Economia
A economia itaporanguense gira praticamente acerca de seu potencial agrícola, e também, todavia com uma influência menor o setor de serviços. O potencial agropecuário da cidade sofreu um extremo declínio na década de 1990. Onde antes via-se um município rotulado de celeiro nacional do feijão, começou a se notar um êxodo rural populacional forte para cidades de médio e grande porte. Itaporanga é uma das poucas cidades do estado de São Paulo que possui uma taxa de crescimento demográfica negativa.

## Infraestrutura

### Comunicações
O sistema de telefones automáticos foi inaugurado na cidade em 1982 pela Telecomunicações de São Paulo (TELESP), que também implantou o sistema de discagem direta à distância (DDD) em 1983 com o código de área (0155). Anteriormente a cidade era atendida pela Companhia de Telecomunicações do Estado de São Paulo (COTESP).
Na década de 90 o código DDD da cidade foi alterado para (015), para padronização do sistema telefônico com a telefonia celular que estava sendo implantada em todo o estado.

### Educação
Itaporanga é um município com bom fluxo educacional no que tange a Educação Básica, isto é, o Ensino Infantil, o Ensino Fundamental e Médio, contando com escolas bem estruturadas sempre bem vistas pelo público local e regional, o município conta ainda com duas Escolas Particulares, a Associação Magíster de Ensino-Colégio Objetivo e o Colégio Positivo - Colégio Educacional de Itaporanga, desta forma a cidade acaba atraindo alunos de outras cidades paulistas vizinhas, inclusive de cidades paranaenses. 
Os bons resultados educacionais são mensurados a partir das notas obtidas nos exames oficiais, como o Exame Nacional do Ensino Médio e ainda pela grande aprovação em vestibulares de faculdades públicas.
Com transformações sofridas pela comunidade local, e novas necessidades surgindo, a Prefeitura Municipal estabelece junto ao Centro Paula Souza (autarquia do Governo do Estado de São Paulo) um convenio, e instala no município o Ensino Técnico através de uma sala vinculada a Etec Terezinha Monteiro dos Santos (de Taquarituba), oferecendo então o curso de Técnico em Administração com ingresso através de um vestibulinho de acesso, sala esta que funciona no período noturno na E.M. "Cel. Vicente Russo do Amaral" (por meio da parceria firmada entre a prefeitura municipal e o Centro Paula Souza). Ainda hoje há ainda muitos alunos de Itaporanga que buscam formação técnica em outros cursos técnicos oferecidos no município de Taquarituba. O curso da ETEC oferecido é gratuito.
Ainda no sentido de aprimoramento, é importante informar que o Positivo Colégio Educacional de Itaporanga tem oferecido cursos de formação na área da saúde, no caso Técnico em Enfermagem com grande empregabilidade dos formados.
Por fim, no sentido de oferecimento de curso superior, há a Associação Magíster de Ensino Colégio Objetivo, que oferece, em parceria com a Unip Interativa, vários cursos de graduação e pós-graduação por meio da tecnologia EAD. Vale destacar que a grande maioria dos alunos, após cursarem o Ensino Médio, tem buscado os cursos superiores, entre outros, em faculdades privadas de cidades vizinhas como Itararé, Avaré entre outras.

## Cultura e lazer

### Eventos
Durante o ano, são realizados diversos eventos culturais e festivos que atraem jovens das cidades vizinhas e região.
Baile do Havaí
Ocorre no final do mês de dezembro. Durante todo o tempo foi realizado na Sede Social do Clube Atlético Itaporanguense (C.A.I). Em 2007, ocorreu o primeiro Baile do Havaí na Sede Campestre do C.A.I, que obteve recorde de público, entre mil e 1 300 pessoas.
Copa de Futebol Mirim
Todo ano, no mês de janeiro, ocorre a já tradicional Copa de Futebol Mirim de Itaporanga.
Festa do dia das crianças

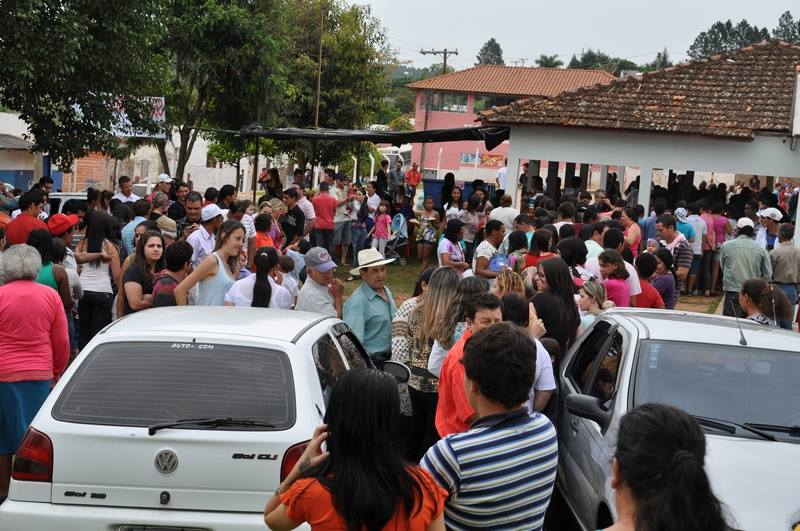

Desde 2012 no bairro Rio Verde no dia 12 de outubro é realizado o almoço comunitário em comemoração do dia das crianças e do dia de Nossa Senhora Aparecida. O evento é realizado no salão de festas do bairro. É celebrada uma missa em homenagem a santa padroeira do Brasil, e para encerrar é realizado almoço com toda comunidade presente e a tradicional queima de fogos.

## Turismo

### Abadia de Itaporanga
Na cidade de Itaporanga se localiza a Abadia Cisterciense de Nossa Senhora da Santa Cruz, fundada em 1936 por Atanásio Merkle e outros monges provenientes da Abadia de Himmerod na Alemanha, então sob o regime nazista. Os monges cistercienses, além das atividades próprias dos monges católicos, tais como a liturgia das horas e a lectio divina, dedicam-se também à agropecuária (bovinocultura leiteira e soja) e ao cuidado pastoral na Paróquia de São João Batista, iniciada por Frei Pacífico de Monte Falco.

### Morro do Defunto

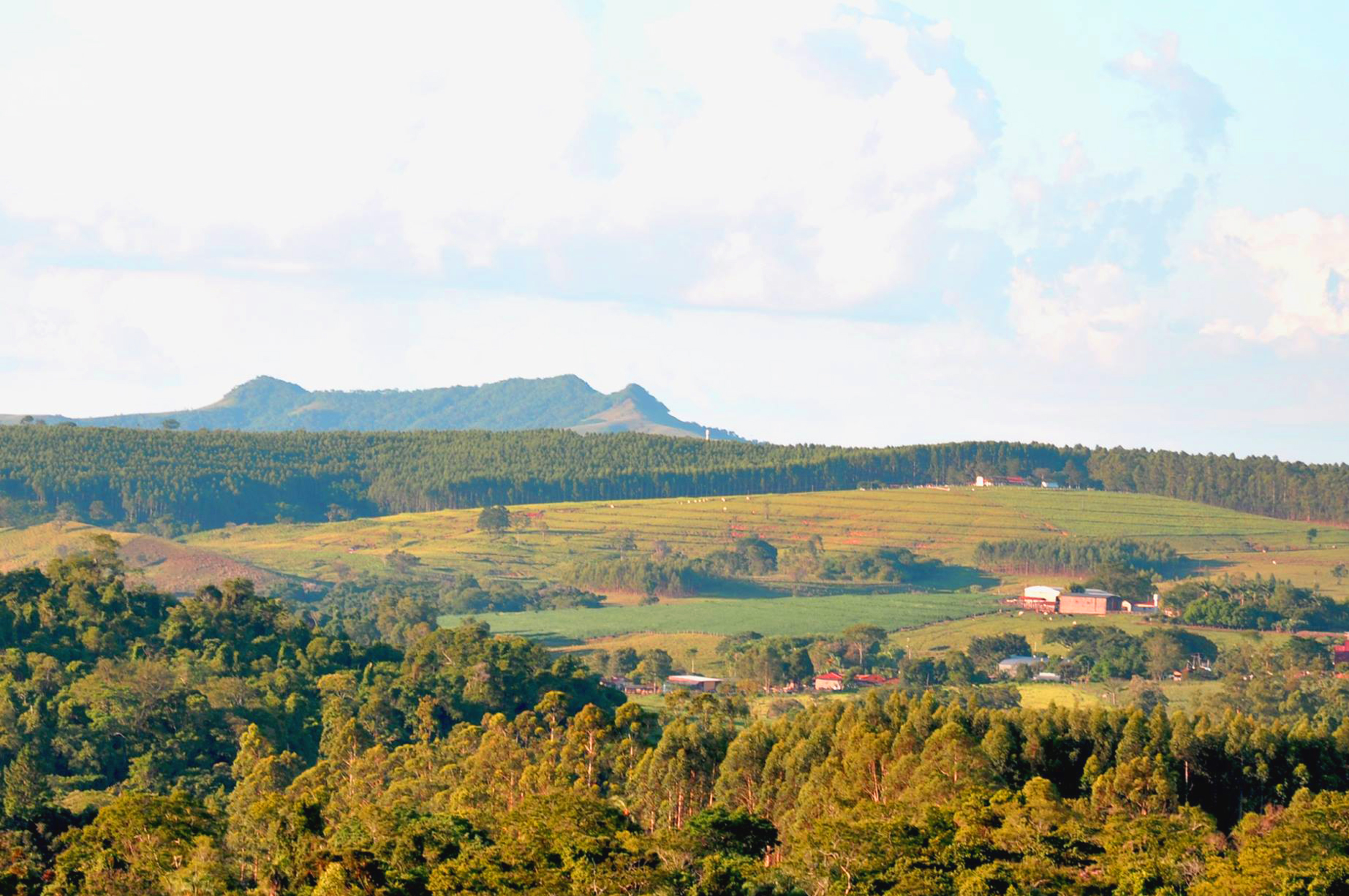
Morro do Defunto

O Morro do Defunto foi nomeado assim devido ao seu formato. Visto da cidade, tem a forma de um homem deitado. O Morro está localizado na zona rural do município, entres os Bairros Santo Antonio e São Sebastião. O local é propício para a pratica de alguns esportes de aventura como: rapel, tirolesa, treeking, parapente, entre outros.

### Aldeia Indígena Tekoá Porã
Indígenas de origem tupi-guarani a Aldeia TEKOÁ PORÃ (Solo Sagrado em tupi) está localizada no Município de Itaporanga, Estado de São Paulo.
A aldeia Tekoa Porã foi criada 1 de maio de 2006, atualmente com onze anos de existência, e com várias famílias residentes sob comando do Cacique Darã.
A Aldeia atualmente está aberta  a visitação de turistas, como já vem recebendo esses visitantes vindos de toda região e até de outros Estados, a fim de conhecer um pouco mais da Cultura e vivência dos indígenas.
Além do Contato direto com a aldeia, o artesanato local produzido por eles é rico em cores, raízes e tipos de sementes. Também podem ser encontrado vários tipos de ervas medicinais com a orientação do Cacique Darã, especialista no manejo dessas ervas.
A aldeia possui um calendário de eventos Típicos, e seu maior público dá-se durante as festividades de comemoração a Semana do Índio, realizada no mês de abril.

## Pessoas ilustres
- Angelino de Oliveira - compositor sertanejo cuja obra mais notável é "Tristeza do Jeca"
- João Leite Neto - jornalista e político

## Religião
O Cristianismo se faz presente na cidade da seguinte forma:

### Igreja Católica
- A igreja faz parte da Diocese de Itapeva.[13]

### Igrejas Evangélicas
- Assembleia de Deus Ministério do Belém.[14][15]
- Congregação Cristã no Brasil.[16]